# Корнева, Зинаида Антоновна
Зинаида Антоновна Корнева (урождённая Блохина; 27 сентября 1922, Октябрьское[уточнить], ныне — в Оренбургской области — 12 октября 2021, Санкт-Петербург) — советский боец ВНОС, начальник наблюдательного поста. 25 апреля 2020 года в возрасте 97 лет она начала благотворительную акцию «Истории Зинаиды Корневой», в рамках которой записывала истории про свою жизнь, Великую Отечественную войну и призывала помочь российским врачам, пострадавшим в борьбе с COVID-19. В сборе и распределении благотворительных средств помогала Всероссийская общественная организация ветеранов (пенсионеров) войны и труда. Видео публиковались друзьями и родственниками на YouTube-канале и привлекли внимание не только в России, но в других странах. Было собрано 4,5 млн рублей.

## Биография
Родилась в селе Октябрьское[уточнить] (ныне в Оренбургской области) в семье бухгалтера и домохозяйки. Русская.
После окончания школы поступила в Башкиро-татарское педагогическое училище города Бугуруслан.
Весной 1942 года получила повестку и была призвана в РККА. Прошла обучение в Калмыкии, где в начале мая приняла присягу. Во время обучения совершенствовала навык стрельбы, изучала типы самолётов по засекреченным альбомам. Летом 1942 года в составе 44-го отдельного батальона ВНОС перебросили в Ростовскую область, где были развёрнуты посты наблюдения для обороны Сталинграда.
В ноябре 1942 года назначена начальником наблюдательного поста. На её боевом счету 239 правильно опознанных вражеских самолётов.
Летом 1943 года батальон был переброшен под Харьков и присоединён к Первому украинскому фронту. В составе 1-го Украинского фронта прошла всю Украину и участвовала в освобождении Польши. В апреле и мае 1945 года батальон ВНОС, в котором служила Корнева, участвовал в операции по освобождению Бреслау (ныне Вроцлав). 9 мая встретила в пригороде Олау (Олава).
В 1946 году вышла замуж за Корнева Бориса Георгиевича и переехала в Ленинград. Дети: Борисевич (Корнева) Ольга Борисовна.
В 1946 году стала работать учителем в мужской школе № 330. В 1952 году уволилась по состоянию здоровья. После работала на оборонном предприятии Сигнал в отделе технического контроля. Являлась секретарём партийной организации, занималась с комсомольцами по истории партии, была секретарём окружной избирательной комиссии — за что и получила 26 апреля 1971 года орден «Знак Почёта».
2 октября 2020 года Зинаида Корнева награждена памятной медалью СК России «75 лет Победы в Великой Отечественной войне 1941—1945 гг.»
Скончалась 12 октября 2021 года, в возрасте 99 лет в Санкт-Петербурге. Была похоронена 16 октября на Большеохтинском кладбище.

## Инициатива Зинаиды Корневой
В 2020 году узнала о британском ветеране Томе Муре, который начал сбор средств в рамках действий благотворительной ассоциации NHS Charities Together для поддержки Национальной службы здравоохранения Великобритании. Вдохновившись, Зинаида решила провести такую же акцию в России. 25 апреля 2020 был объявлен сбор средств в поддержку врачей, пострадавших от COVID-19, и запущен проект «Обращение к Тому Муру».

Мы вместе с вами победили в 45-м фашизм, а сейчас вместе боремся с этим вирусом.— YouTube-канал Зинаиды Корневой
Сбор средств для помощи врачам начался 1 мая. Позднее на YouTube был запущен канал, на котором ветеран в поддержку инициативы рассказывала истории о войне и своей жизни. Российские СМИ активно освещают инициативу.
4 мая телеканал телеканал BBC взял интервью у ветерана и выпустил репортаж о её инициативе. На следующие день мировые агентства Associated Press и Reuters включили новость о проекте в свои ленты. Зинаида дала интервью телеканалам западного полушария abcNEWS, французской и английской редакциям Radio-Canada. 9 мая в родном городе ветерана Корневой по инициативе мэрии города на 100 магистральных экранах и баннерных щитах разместили социальную рекламу.
В течение двух недель с момента запуска инициативы в помощь семьям врачей, погибших от COVID-19, удалось собрать 3 000 000 рублей.
20 мая между Британией и Россией был организован телемост, во время которого Зинаиде Корневой удалось пообщаться с британским единомышленником сэром Томом Муром.
ООН высоко оценила вклад ветерана из России Зинаиды Корневой в борьбу с COVID-19.
К 6 июня сумма собранных средств достигла 4 000 000, 135 семей из разных регионов получили помощь из этих средств.
17 июня мэрия Санкт-Петербурга вышла с ходатайством о награждении Зинаиды Корневой знаком отличия «За благодеяние» «За значительный личный вклад в развитие добровольческой деятельности, сохранение традиций милосердия, безвозмездную помощь, направленную на борьбу с распространением социально опасных заболеваний».
24 июня приняла онлайн-участие в параде Победы и телемосте с губернатором Петербурга.
27 июня стала одной из участниц телемоста с президентом Владимиром Путиным, во время которого объяснила, почему решила объявить сбор средств. Президент поблагодарил Зинаиду и подчеркнул, насколько удивительно, что таком солидном уже возрасте ветеран находит в себе силы помогать ещё и другим людям.
6 июля председатель Совета по правам человека при Президенте РФ Валерий Фадеев передал Зинаиде Корневой благодарственное письмо и обсудил с ней поддержку семей врачей.
30 июля Зинаида Корнеева и её родственник Дмитрий Панов, координатор проекта помощи врачам, выступили на конференции TEDx. В своём докладе «Пандемия солидарности: врачей в бою не бросают» они рассказали об уникальном волонтёрском опыте организации сбора средств для семей медработников, погибших от COVID-19.
27 августа 2020 года проект «Инициатива Зинаиды Корневой» получил награду Национальной премии «Медиа-менеджер России-2020». Награду получил член семьи Зинаиды Корневой, управляющий партнёр компании Wallet One/РНКО «Единая касса» Дмитрий Панов.
23 ноября 2020 года Президент РФ наградил Зинаиду знаком отличия «За благодеяние». «За большой вклад в благотворительную и общественную деятельность наградить знаком отличия „За благодеяние“ Корневу Зинаиду Антоновну, город Санкт-Петербург», — говорится в тексте документа.
10 декабря 2020 года Уполномоченный по правам человека в Ленинградской области Сергей Шабанов, по поручению Уполномоченного по правам человека в РФ Татьяны Москальковой, вручил награду «Спешите делать добро» ветерану Великой Отечественной войны 98-летней Зинаиде Антоновне Корневой.